# Travis Jones (giocatore di football americano)
Travis Jones (New Haven, 15 ottobre 1999) è un giocatore di football americano statunitense che milita nel ruolo di nose tackle per i Baltimore Ravens della National Football League (NFL).

## Carriera

### Baltimore Ravens
Al college Jones giocò a football all'Università del Connecticut. Fu scelto nel corso del terzo giro (76º assoluto) assoluto nel Draft NFL 2022 dai Baltimore Ravens. Debuttò come professionista subentrando nella gara del terzo turno contro i New England Patriots mettendo a segno un tackle. Nel sesto turno contro i New York Giants fece registrare il suo primo sack. La sua stagione da rookie si concluse con 24 placcaggi in 15 presenze, 3 delle quali come titolare.